# Juxhin Xhaja
Juxhin Xhaja (* 24. Mai 1990) ist ein albanischer Fußballschiedsrichter.
Seit 2018 steht er auf der Liste der FIFA-Schiedsrichter und leitet internationale Fußballspiele.
In der Saison 2018/19 leitete Xhaja erstmals ein Spiel in der Qualifikation zur Europa League, in der Saison 2021/22 erstmals ein Spiel in der Qualifikation zur Champions League. In der Saison 2022/23 hatte er seine ersten Spielleitungen in der Europa Conference League. Zudem pfiff er bereits Partien in der Nations League, in der EM-Qualifikation zu diversen U-17-, U-19- und U-21-Europameisterschaften sowie Freundschaftsspiele.
Bei der U-17-Europameisterschaft 2022 in Israel und bei der U-21-Europameisterschaft 2023 in Rumänien und Georgien war Xhaja als Vierter Offizieller im Einsatz.
Seit der Saison 2023/24 zählt er zur Gruppe der UEFA-First-Category-Schiedsrichter.